# Viby Højskole
Viby Højskole var en dansk højskole beliggende i Viby ved Aarhus, der blev oprettet af Lars Bjørnbak.
Højskolen blev drevet efter princippet: Kundskab er magt, uvidenhed er trældom. Altså: Fremad bondemand, frem!. 
I lighed med de øvrige bjørnbakske højskoler var man pionerer på flere områder, bl.a. optog man allerede i 1868 de første kvindelige elever. Viby Højskole lå i evig strid med de grundtvig-koldske højskoler, ligesom Lars Bjørnbak måtte se sit statstilskud fjernet efter at have udtrykt støtte til nihilismen i Rusland. Kulturminister Jacob Scavenius mente ikke, at en sådan skole kunne "virke til gavn for ungdommens oplysning".